# الخيار شمشون (كتاب)
الخيار شمشون أسرار وخفايا الترسانة النووية الإسرائيلية كتاب ألفه الصحفي الأمريكي سيمور هيرش عام 1990 وقد بين بالوثائق والصور والتفاصيل الدقيقة أسرار وخبايا المفاعل النووي الإسرائيلي كما كشف أيضا عمليات الموساد التي تمتد في بلاد العالم المختلفة لتصل إلى ما تريد ويعتمد بالدرجة الأولى على أحداث قصة جونا ثان بولارد أول جاسوس إسرائيلي نووي وقد بيع منه مليون نسخة باللغة الإنجليزية 